# Karl Hans Rudolf von Broesigke
Karl Hans Rudolf von Broesigke (* 17. Juni 1809 in Berlin; † 15. August 1877 ebenda) war ein königlich preußischer Generalmajor und zuletzt Kommandeur des 70. Infanterie-Regiments.

## Herkunft
Seine Eltern waren Friedrich Rudolf von Broesigke (* 4. April 1769; † 21. Dezember 1829) und dessen Ehefrau Henriette Luise Leopoldine von Delius (* 9. Juli 1772; † 8. Juni 1839). Sein Vater war Major a. D. und zuletzt im 20. Infanterie-Regiment.

## Leben
Er kam im Jahr 1821 als Kadett nach Potsdam und kam am 22. April 1823 als Kadett nach Berlin. Dort wurde er am 3. August 1826 Unteroffizier. Am 28. Juli 1827 kam er dann als Seconde-Lieutenant in das 13. Infanterie-Regiment. Dort wurde er 1830 zum Bataillonsadjutanten und 1833 zum Regimentsadjutanten ernannt. Danach kam er am 30. März 1837 als Adjutant in die 14. Landwehr-Brigade und wurde dort am 23. Juli 1840 zum Premier-Lieutenant befördert. Am 20. Mai 1847 wurde er als Hauptmann und Kompaniechef wieder in das 13. Infanterie-Regiment versetzt. Von dort kam er am 15. Juni 1858 als Major in das 36. Infanterie-Regiment, wo er Kommandeur der Landwehr-Bataillons wurde. Aber schon am 15. Juni 1858 wurde er Bataillonskommandeur im 40. Infanterie-Regiment.
Am 31. Mai 1859 zum Oberstleutnant befördert, wurde er am 15. Juli 1859 Kommandeur des mobilen 30. Landwehr-Regiments. Bereits am 8. Mai 1860 wurde er mit der Führung des 30. kombinierten Infanterie-Regiments beauftragt, am 1. Juli 1860 kam er als Kommandeur in das 70. Infanterie-Regiment. Er wurde am 20. September 1861 mit dem Roten Adlerorden 3. Klasse mit Schleife ausgezeichnet. Am 18. Oktober 1861 wurde er zum Oberst befördert, dazu erhielt er am 8. Dezember 1861 das Ehrenkreuz 1. Klasse von Schwarzburg-Rudolstadt. Er wurde am 10. Januar 1865 mit Pension und dem Charakter als Generalmajor zur Disposition gestellt. Er starb unverheiratet am 15. August 1877 in Berlin.